# Wells Fargo Arena
Wells Fargo Arena är en multiarena i Des Moines, Iowa, USA med en kapacitet på 16 980 åskådare. Arenan är en del av Iowa Events Center och öppnades den 12 juli 2005 till en kostnad av 117 miljoner dollar.
Wells Fargo & Company är namnsponsor för arenan som ersatte den åldrande Veteran Memorial Auditorium som Des Moines främsta mötesplats för sportevenemang och konserter. Det första evenemang som hölls på arenan var Tony Hawks Boom-Boom Huck Jam, den 14 juli 2005, medan den första konserten, Tom Petty & The Heartbreakers med The Black Crowes, hölls den 18 juli.
Wells Fargo Arena har plats för 15 181 åskådare på ishockeymatcher, 16 110 på basketmatcher och 16 980 på konserter. I arenan finns även Principal River's Edge Restaurant, som ger utsikt över Des Moines River och Iowa State Capitol. Restaurangen öppnade den 6 oktober 2005, på samma dag som Iowa Stars hemmapremiär. Arenan är ansluten till resten av Iowa Events Center samt centrala Des Moines genom stadens omfattande skywalksystem.